# Brachytonus
Brachytonus is een geslacht van wantsen uit de familie van de Reduviidae (Roofwantsen). Het geslacht werd voor het eerst wetenschappelijk beschreven door William Edward China in 1925.

## Soorten
Het genus bevat de volgende soorten:

- Brachytonus bicolor China, 1925
- Brachytonus lii Cai & S. Yang, 2002
- Brachytonus nigripes Hsiao, 1976